# Al-ḥamdu li-llāh
Nell'Islam, l'espressione Al-ḥamdu li-llāh o Alhamdulillah, in arabo ٱلْحَمْدُ لِلَّٰهِ‎?, spesso resa semplicemente come 'grazie a Dio', vale 'la grazia sia resa a Dio' . 
Assai impiegata dagli arabi di qualsiasi religione (compresi cristiani o ebrei), la locuzione è usata dai musulmani per via della centralità che questa riveste nei testi del Corano e nelle parole del profeta Maometto. 
Come per altre espressioni affini, il suo significato è stato oggetto di una vasta esegesi.

## Significato
L'espressione è composta da tre parti fondamentali:
- al-, l'articolo determinativo 'il';
- ḥamdu, letteralmente 'sentimento di gratitudine'[1];
- li-llāh(i), preposizione + sostantivo Allah; li- è una preposizione che  vale 'per'.

Letteralmente 'la lode [appartiene] ad Allah' , la frase compare nella prima sura del Corano, al verso 2.

## Uso in altre fonti storiche
Jabir ibn 'Abd Allah riportò in un ḥadīth le seguenti parole di Maometto: «Il miglior ricordo di Dio è ripetere lā ʾilāha ʾillā llāh, e la miglior preghiera [du'a] è al-ḥamdu li-llāh». 
Per un altro sahaba, Abu Huraira, Maometto affermò pure: «Qualsiasi questione importante che non inizi con al-ḥamdu li-llāh è trascurabile» .